# IC 1566
IC 1566 ist eine Elliptische Galaxie vom Hubble-Typ E/S0 im Sternbild Fische auf der Ekliptik. Sie ist schätzungsweise 540 Millionen Lichtjahre von der Milchstraße entfernt und hat einen Durchmesser von etwa 110.000 Lichtjahren. 

Im selben Himmelsareal befinden sich u. a. die Galaxien IC 1565, IC 1568, IC 1569, IC 1570.
Das Objekt wurde am 24. November 1897 vom französischen Astronomen Stéphane Javelle entdeckt.